# Movistar Plus+
Movistar Plus+ (precedentemente Movistar+) è una piattaforma di pay TV spagnola. Opera dall'8 luglio 2015, deriva dalla fusione di Canal+ (satellite) e Movistar TV (IPTV) ed è proprietà del gruppo Telefónica.
Movistar Plus+ è la piattaforma di canali a pagamento con più abbonati in Spagna con 3,7 milioni nel 2022 (45% del mercato). È disponibile anche in Andorra, attraverso Andorra Telecom, con il nome SomTV.

## Storia
Nel 2013, sono ricomparse alcune trattative per la vendita di Canal+, già avvenute nel 2008. Queste sarebbero divenute più concrete a causa della fretta delle banche di risolvere il debito di PRISA nei loro confronti.
Il 6 maggio 2014, Telefónica offre 725 milioni di euro per la quota del 56% di Canal+ detenuta da PRISA, offerta che quest'ultima accetta. La società venditrice dichiara che "per un periodo di trenta giorni" avrebbe negoziato con l'acquirente per continuare il processo di acquisto, che sarebbe stato regolato e analizzato dalla Comisión Nacional de los Mercados y la Competencia (CNMC) e da Bruxelles, in modo che non ci fossero condizioni di monopolio o negative per la concorrenza. La chiusura dell'acquisto era subordinata all'ottenimento delle autorizzazioni necessarie da parte delle autorità per la concorrenza e all'approvazione da parte di un gruppo rappresentante le banche finanziatrici di PRISA.
Il 18 giugno 2014, Telefónica presenta un'offerta di 295 milioni di euro per l'acquisizione del 22% di Canal+ posseduto da Mediaset España, accettata il 14 luglio dello stesso anno.
Il 22 aprile 2015, la CNMC dà il via libera alla vendita di Canal+ a Telefónica. In seguito, il 7 luglio 2015 inizia il processo di fusione con Movistar TV, concluso con la fondazione di Movistar+.
Durante il primo anno dalla nascita della piattaforma, Telefónica decide di rinnovare completamente l'intera piattaforma, ponendo fine alla fusione dei due marchi. Questa ristrutturazione ha fatto in modo che nel febbraio 2016 il canale Canal+ sia stato sostituito da #0 con l'ingaggio, tra gli altri, di Andreu Buenafuente e Raquel Sánchez Silva. Successivamente, nell'agosto 2016, per l'anniversario della piattaforma, l'azienda elimina il marchio Canal+ per non dover pagare i diritti alla società Vivendi, creatrice del marchio. Tutti i canali con il marchio Canal+ vengono rinominati Movistar, come Canal+ Estrenos che viene rinominato Movistar Estrenos. Il tutto è stato accompagnato da una nuova immagine visiva che ha posto fine alla fusione tra i marchi Canal+ e Movistar TV.
Il 24 maggio 2018, l'amministratore delegato di Telefónica José María Álvarez-Pallete e l'amministratore delegato di Netflix Reed Hastings hanno annunciato l'inclusione della piattaforma di streaming Netflix nell'offerta commerciale di Movistar+.
Il 24 marzo 2020, Movistar+ aggiunge alla sua offerta commerciale la piattaforma di streaming Disney+ con un canale televisivo lineare che sostituisce il canale a pagamento Movistar Disney.
Il 19 gennaio 2022, Movistar+ cambia nome in Movistar Plus+.